# Plèiades (mitologia)
|  | Per a altres significats, vegeu «Set Germanes». |

Segons la mitologia grega, les Plèiades (Πληίαδες, segons Pierre Grimal. Πέλειαι, Πέλειδες, segons José M. Pabón S. de Urbina; en singular, Πληϊάς o Πλειάς, Plèiada o Plèiade) foren nimfes, filles d'Atlas i de Plèione.
Eren set, conegudes com a Alcíone, Astèrope, Celeno, Electra, Maia, Mèrope i Taígete. Segons un fragment d'un poema de Cal·límac les Plèiades eren filles d'una reina de les amazones i van instituir les festes nocturnes i els cors de danses. Els noms de les Plèiades, segons aquesta tradició, eren Còcimo, Glaùcia, Protis, Partènia, Maia, Estonìquia, Làmpado. També Calipso i Dione són considerades a vegades Plèiades.
Totes les Plèiades es van casar amb déus, excepte Mèrope, que es casà amb Sísif, cosa que la feia avergonyir, i per això, l'estel li era consagrat brillava menys. De vegades es deia que els dos fundadors de la ciutat que després va ser Trezè, Hiperet i Antas, eren fills de Posidó i Alcíone. I Nicteu, era considerat de vegades un fill de Posidó i Celeno.
Segons la llegenda, les Plèiades, acompanyades de Plèione, eren a Beòcia quan es van trobar amb el temible caçador Orió, que les va desitjar. Durant cinc anys les va perseguir, però les Plèiades van ser transformades en colomes. Van volar tan amunt que van arribar al cel i allà van quedar fixades com un grup d'estels de la constel·lació del Taure per Zeus, que se'n havia apiadat.
Segons altres, el motiu de la transformació en estels fou el dolor que sentiren quan Zeus va castigar el seu pare Atlas a suportar el cel sobre les seves espatlles. També es deia que les Plèiades i les seves cinc germanes, les Híades, van ser transformades en estels després de la mort de Hiant, germà seu, quan el va mossegar una serp.
Electra, de qui descendien els reis troians, a causa del dolor que li causà la caiguda de Troia va abandonar les seves germanes i es va convertir en cometa.